# Rogue Trip: Vacation 2012
Rogue Trip: Vacation 2012 — видеоигра в жанре аркадные гонки на выживание. Разработана компанией SingleTrac на основе концепции и движка первых двух частей игровой серии Twisted Metal, разработанных этой компанией ранее. Игра была издана GT Interactive только для игровой консоли Sony PlayStation.

## Игровой процесс
Игра представляет собой гонки на выживание с применением различных видов оружия, проходящие на различных аренах, похожих на существующие в реальности различные города и места. Игроку доступно 16 различных средств передвижения, в основном автомобили. Некоторые из них являются секретными и недоступны сразу. Разное вооружение и апгрейды могут быть получены при взятии призов, находящихся на аренах. Последний оставшийся на арене участник становится победителем.
Игрок выполняет роль таксиста-частника, перевозящего туристов и показывающего им достопримечательности. Так как на арене находится только один турист, игрок должен сражаться с остальными персонажами. За разрушение различных строений на арене начисляются деньги, которые могут быть потрачены на повышение уровня здоровья и вооружение.
Среди игровых режимов присутствует режим истории для одного игрока (прохождение всех арен одним персонажем), сражения против компьютерных противников на произвольной арене и режим одновременной игры для двух игроков, сражающихся против компьютерных противников и друг друга (split screen, экран разделяется на две части).

## Оценки
| Сводный рейтинг | Сводный рейтинг |
| Агрегатор       | Оценка          |
| --------------- | --------------- |
| GameRankings    | 78,00 %         |